# شیخعلی توسه
شیخ علی توسه، روستایی از توابع بخش رحمت‌آباد و بلوکات شهرستان رودبار در استان گیلان ایران است.
اعضای شورائ اسلامی این روستا،      
شغل اکثر مردم این روستا دامداری و کشاورزی است 
در این روستا پوشش جنگلی فراوانی وجود دارد

## جمعیت
این روستا در دهستان بلوکات قرار دارد و براساس سرشماری مرکز آمار ایران در سال ۱۳۸۵، جمعیت آن ۴۴۴ نفر (۱۱۵خانوار) بوده‌است.